# МакSим
МакSи́м, Макси́м (настоящее имя — Мари́на Серге́евна Абро́симова; род. 10 июня 1983, Казань, Татарская АССР, РСФСР, СССР) — российская певица, автор-исполнитель и музыкальный продюсер. Заслуженная артистка Карачаево-Черкесской Республики (2013), заслуженная артистка Республики Татарстан (2016).
Успех пришёл к певице с выпуском 28 марта 2006 года альбома «Трудный возраст», который разошёлся тиражом более 1,5 миллиона копий, и в 2007 году МакSим стала самой коммерчески успешной певицей в России.
МакSим дважды побеждала в номинации «Лучшая исполнительница» на церемонии Russian Music Awards канала MTV и Премии Муз-ТВ. 2 февраля 2008 года на ежегодной церемонии вручения наград газеты «Московский комсомолец» «Звуковая дорожка», певица победила в номинации «Лучшая исполнительница года». МакSим получила более десятка статуэток «Золотой граммофон». Второй альбом певицы, «Мой рай», разошёлся тиражом более 1,3 миллиона копий. Совокупный тираж проданных альбомов певицы составляет более шести миллионов копий. МакSим — единственная певица, 7 синглов которой последовательно занимали первое место в общем радиочарте стран СНГ.
В декабре 2009 года вышел третий по счёту студийный альбом певицы — «Одиночка», получивший золотой статус и два платиновых. С 2013 года МакSим выпустила ещё три альбома: «Другая реальность», «Хорошо» и «Полигамность».
МакSим вошла в рейтинг «Сто самых влиятельных женщин России», составленный в 2011 году радиостанцией «Эхо Москвы», информационными агентствами РИА Новости, «Интерфакс» и журналом «Огонёк».

## Биография

### 1983—1997: Детство и юность
Родилась 10 июня 1983 года в Казани, в семье автомеханика Сергея Орефьевича Абросимова и воспитательницы детского сада Светланы Викторовны Максимовой. С ранних лет начала изучать музыку, училась в музыкальной школе по классу вокала и фортепиано, окончила полный курс обучения. Параллельно посещала секцию карате и достигла уровня красного пояса. Много времени проводила в компании старшего брата Максима Абросимова, в связи с чем получила прозвище Максим, которое позже стало её творческим псевдонимом. Окончила казанский лицей № 83. В школе участвовала в музыкальных конкурсах «Teen star» и «Ожерелье Нефертити», написала собственные песни, в числе которых «Чужой» и «Зима», которые вошли во второй альбом «Мой рай». Окончила факультет связи с общественностью в Казанском государственном техническом университете им. Туполева.

### 1998—2004: Начало карьеры
На студиях Казани в сотрудничестве с группой «Pro-Z» записала песни «Заведи» и «Прохожий». Песня «Заведи» стала локальным хитом в Татарстане, попала в ротацию местных радиостанций, игралась в клубах. Через некоторое время песня была включена в сборник «Русская десятка» под авторством группы «t.A.T.u.».

Много лет назад у меня появилась песня под названием «Заведи». По прошествии нескольких лет пираты выпустили эту песню на диске группы «Тату» и слушатели решили, что я стараюсь под них «косить». На самом деле эта песня была рождена ещё задолго до появления этой группы на нашей эстраде.
— МакSим
Сотрудничала с коллективом «Губы».

«Даже не хочется вспоминать. Абсолютно не интересный проект был, я попала в него случайно. Мне позвонили, я согласилась напеть их материал, а девушки под мою фонограмму гастролировали. Я просто заработала немного денег, в которых так нуждалась в тот период»
— МакSим
В 2003 году самостоятельно издала на радио сингл «Трудный возраст», который не получил большого успеха, как и второй сингл «Нежность». В записи песен певице помогла казанская группа «Pro-Z», участники которой выступили аранжировщиками и продюсерами песен. В 2004 году МакSим выпустила на радио песню «Сантиметры дыхания». Сингл получил большую популярность, добравшись до 34 позиции в общем радиочарте стран СНГ. Дав первые выступления в клубах Казани и других городах России, МакSим переехала в Москву.
Прожила восемь суток на вокзале, спала, сидя за столом в пельменной, и пряталась от нарядов милиции в туалете. Затем познакомилась с танцовщицей, с которой вместе снимала однокомнатную квартиру в районе Царицыно в течение шести лет.

### 2005—2007: Дебютный альбом «Трудный возраст»
Собрав достаточно материала, МакSим начала искать компанию, которая согласилась бы с ней работать, и обратилась к Gala Records. В компании, посмотрев демодиск с записью выступления на концерте в Санкт-Петербурге, было принято решение работать с ней. Началась работа над первым сольным альбомом «Трудный возраст».

Однажды я неожиданно приехала на танцевальный фестиваль в Питер и увидела, что песню «Трудный возраст» поёт 15 тысяч человек вместе со мной. С этой видеозаписью пришла в компанию «Гала рекордс» — руководству было уже очевидно, что людьми это воспринимается положительно.
— МакSим
В 2005 году был переиздан сингл «Трудный возраст» под названием «Трудный возраст (2005 version)». Летом в Таллине на композицию был снят видеоклип. В октябре сингл «Нежность» был переиздан под названием «Нежность (album edit)». На композицию было снято второе видео певицы. Песня заняла первое место в чарте Русского радио «Золотой граммофон», продержавшись на нём 9 недель.
28 марта 2006 года вышел дебютный альбом МакSим «Трудный возраст». За первые несколько месяцев было продано более 200 тысяч копий, и альбом получил платиновый статус. В октябре вышел новый сингл «Отпускаю», более лиричная и автобиографичная песня, написанная в соавторстве с подругой МакSим, Алсу Ишметовой. Позже певица отправилась в первый гастрольный тур в поддержку своего дебютного альбома и дала более ста концертов в России, Германии, Казахстане, Беларуси и Эстонии. Во время выступлений исполнялись все песни, вошедшие в альбом, и некоторые из них в виде ремиксов. В ноябре 2006 года компания Gala Records выпустила DVD с записью первого концерта МакSим в Москве в клубе «Тень». DVD стал самым продаваемым за всю историю рекорд-бизнеса в России.
В феврале вышел четвёртый официальный сингл из альбома — «Знаешь ли ты». Песня получила большую популярность, становится «визитной карточкой» певицы. Цифровые продажи сингла превысили 1,2 миллиона копий. С выходом этого сингла, продажи альбома «Трудный возраст», уже достигнувшие 800 тысяч проданных копий, снова поднялись, достигнув к концу 2007 года более 1,5 миллиона копий.
В июне был снят клип на последний сингл из данного альбома «Ветром стать». По словам самой МакSим, лирика песни навеяна творчеством Анны Ахматовой.
МакSим записала к фильму «Бегущая по волнам», который вышел в 2007 году, одноимённый саундтрек.

### 2007—2008: Второй альбом «Мой рай»
24 июля был издан сингл «Наше лето» — совместная работа МакSим и рэпера Басты, изданный в его альбоме «Баста 2». Композиция представляет собой переработку песни МакSим «Нежность» в стиле R&B со вставками рэпа от Басты вместо куплетов, но с сохранением припева в исполнении МакSим. Сингл добрался до 83 позиции в радиочарте.
В октябре 2007 года на церемонии Russian Music Awards канала MTV МакSим получила две награды: лучшая исполнительница и лучший поп-проект года.
Началась работа над вторым альбомом под лейблом Gala Records. Записывался материал, в который были включены только две старые песни: «Чужой» и «Зима», написанные МакSим в 15 лет. В журнале «Billboard» отмечали, что МакSим в это время, находясь в статусе не просто популярной певицы, а «звезды», не стала «растрачивать свои силы на участие в развлекательных программах и других телевизионных проектах, а полностью сосредоточилась на записи пластинки».
В ноябре был выпущен первый сингл с будущего альбома — песня «Мой рай» — и презентован видеоклип к этой песне. В том же месяце российское издание журнала «Billboard» вышло с МакSим на обложке.
13 ноября вышел второй альбом певицы «Мой рай». В первую же неделю было продано более 500 тысяч копий пластинки. Всего за 2007 год было продано 700 тысяч копий, альбом получил бриллиантовый статус.

13 ноября вышел в свет новый диск «Мой рай». В отличие от «Трудного возраста», где обо мне было только две песни, а остальные — всякие наблюдательные ситуации, в новом альбоме я пою только про себя. То есть он автобиографичный. В нём собраны все мои эмоции — от панического веселья до слёзной грусти — за последние два года жизни. В предыдущем альбоме только две песни — «Сантиметры дыханья» и «Знаешь ли ты» — про меня. В них я дала себе больше смелости рассказать о МакSим. Видимо, люди чувствуют, что они от чистого сердца, поэтому и воспринимаются всегда на ура.
— МакSим
Критики встретили альбом с разными мнениями. Было отмечено, что живой звук значительно улучшил звучание песен, отмечалась искренность и теплота артистки. С другой стороны, многие критики посчитали, что в альбоме мало хитов. Опроверг это мнение выпуск второго сингла «Научусь летать», который довольно быстро поднялся на первое место в радиочарте, продержавшись на нём 5 недель.
В октябре — ноябре 2007 года состоялась премьера фильма «Зачарованная», в котором МакSим озвучила главную героиню — принцессу Жизель.

Мне было интересно попробовать себя в новой роли. В ВУЗе меня этому не учили, поэтому было немного не по себе. Правда, режиссёр озвучивания говорит, что у меня неплохо получается. За то время, которое я провела в студии «Диснея», я уже успела так привязаться к своей сказочной героине, что начала копировать её мимику, жесты. А вообще, мне кажется, что мы с Жизель чем-то немного похожи.
— МакSим
В новом гастрольном туре МакSим дала концерты в России, Германии, Казахстане, Беларуси, Эстонии, Латвии, Литве и Израиле. В ходе тура певица провела более 90 концертов. 22 марта 2008 года МакSим дала большой концерт в Москве в «Олимпийском», который привлёк большое внимание прессы; на концерте был аншлаг, было продано более 18 тысяч билетов. МакSим исполнила песни из обоих альбомов в новой аранжировке с участием музыкантов своей группы, а также приглашённых специально для концерта трубачей, скрипачей и альтистов. В мае вышел DVD с записью концерта в СК «Олимпийский».
29 апреля 2008 года состоялась первая официальная автограф-сессия певицы в Москве, приуроченная к выпуску подарочного издания альбома «Мой рай». На встречу с МакSим пришло более 700 человек. В интервью певица говорила, что ей очень нравятся поклонники её таланта:

Этой встречи с поклонниками жду с нетерпением. Они у меня люди интеллигентные и продвинутые. Мне кажется, они любят и ценят в первую очередь моё творчество, а не девушку МакSим. Я в свою очередь стараюсь их побольше радовать — во время гастролей придумала три новых альбома. Слова и музыку к песням записываю на листочках в перерывах между выступлениями.

В середине 2008 года появились слухи о беременности МакSим. Пресс-служба певицы никак не комментировала ситуацию, однако с выходом нового сингла «Лучшая ночь» стало понятно, что МакSим действительно беременна. В клипе на композицию певица появилась с уже заметно округлившимся животом. Новый сингл, как и предыдущие, поднялся на первое место радиочарта, задержавшись на нём 7 недель. МакSим стала единственной исполнительницей в России, 6 синглов которой последовательно поднимались на вершину российского радиочарта, а также самым ротируемым российским исполнителем в 2008 году.
31 декабря на телеканале НТВ транслировалась запись выступления МакSим в рамках программы новогоднего вечера. Певица исполнила песню «Зима» из альбома «Мой рай», однако композиция так и не была выпущена в качестве сингла.
К концу года альбом «Мой рай» был продан тиражом более 1,3 миллиона копий.

### 2009—2010: Сингл «Не отдам» и третий альбом «Одиночка»
В марте 2009 года МакSим выпустила на радио сингл «Небо, засыпай». Песня была использована для рекламы фильма «Тарас Бульба», однако сама композиция была записана раньше, в 2008 году, и попала в интернет под названием «Птицы». Для записи новой версии был приглашён к сотрудничеству рэпер Лигалайз. Сингл дошёл до 99 позиции в радиочарте и стал 11 синглом певицы, попавшим в топ-100.
28 апреля началась радиоротация последнего сингла из альбома «Мой рай», песни «Не отдам». Видео на композицию снималось ещё во время беременности МакSим, а сама певица говорила в интервью, что ей очень нравится, как она выглядела на съёмках, что она кажется очень спокойной и одухотворённой.
Песня поднялась на первое место в радиочарте и оставалась на нём 5 недель.
В 2009 году композиция МакSим «Чужой» стала саундтреком телесериала «Лапушки».
В конце лета 2009 года появились сообщения о записи нового альбома. По словам певицы, в новом альбоме отражено то, что она стала матерью, но альбом затронет и другие темы. Позже появились сообщения и о предположительном названии альбома — «Одиночка».
В конце августа в интернет попала песня «Одиночка», которая привлекла внимание своим провокационным текстом. В частности, певица поёт: «Дома посижу — лучше дуну, покурю». За данные строки МакSим стали обвинять в пропаганде наркотиков.
1 сентября МакSим представила на «Русском радио» первый сингл из готовящегося альбома, песню «На радиоволнах». Одновременно с этим певица отправилась в новый гастрольный промотур, в ходе которого исполняла и несколько новых песен из неизданного альбома, в числе которых «Одиночка», «На радиоволнах», «Весна», «Дорога», «Блюз» и «Я люблю тебя».
11 сентября были завершены съёмки клипа на песню «Дорога», которая вошла в саундтрек к фильму «Книга мастеров», снятому в России американской компанией Walt Disney.
23 октября МакSим и Алексей Луговцов обвенчались и отпраздновали свадьбу. Таинство венчания проходило в храме Всех Святых в Красносельском переулке, в Москве.
В декабре 2009 года телеканал RU.TV подвёл итоги первого десятилетия XXI века, где по итогам пользовательского голосования МакSим выиграла в номинации «Певица десятилетия».
1 декабря 2009 года состоялся релиз третьего альбома певицы «Одиночка». 2 февраля 2010 года альбом возглавил российский чарт.
5 марта в эфире радиостанции «Love Radio» прошла премьера третьего сингла из альбома, песни «Весна». Перед этим, 13 февраля, МакSим представила песню широкой публике на концерте «Big Love Show» в Москве, в «Олимпийском». По итогам 2010 года певица получила награду ВОИС («Всероссийская организация интеллектуальной собственности») «Золотая фонограмма 2010 г.» за тиражи своих альбомов и радиоротации песен. В конце 2010 года российское издание журнала «Billboard» подвело итоги декады 2000—2010, где дебютный альбом певицы «Трудный возраст» был включён в список главных релизов десятилетия.

### 2010—2014: Развод и четвёртый альбом «Другая реальность»
Скажу честно, я не привыкла давать такие интервью, но мне было настолько некомфортно отвечать в сотый раз на подчас совсем некорректные вопросы журналистов и видеть потом, как беспокоятся за нас наши близкие, что я решилась дать интервью «7 Дням» и Оксане Пушкиной в программе «Женский взгляд». А ещё хочу сказать: семья — самое главное в жизни. Её надо уметь сохранить! Увы, мне не хватило мудрости… После нашей свадьбы нам с Лёшей пришли тысячи писем, где люди признавались, как мы помогли им поверить в то, что любовь есть. Писали: «Спасибо! Глядя на вас, мы тоже решили пожениться». Слали нам букеты и подарки. Я и сейчас продолжаю думать, что настоящая любовь всё-таки существует. Несмотря на то что у моей собственной истории хеппи-энда, к сожалению, не получилось…
В августе — сентябре 2010 года МакSим представила две новые песни: «Мой ответ — Да!» и «Дождь», последняя из которых стала новым радиосинглом. Клипа в поддержку сингла не было выпущено, однако, он поднялся до второго места в радиочарте, которое удерживал три недели подряд. Также певица участвовала в онлайн-конференции на сайте Муз-ТВ, в которой рассказала, что новых синглов из альбома «Одиночка» издано не будет. 18 февраля 2011 года состоялась радиопремьера песни «Как летать».
В декабре 2010 года в СМИ появилась информация о разводе певицы с Алексеем Луговцовым. В марте 2011 года эта информация подтвердилась. МакSим дала эксклюзивное интервью журналу «7 дней», а также интервью Оксане Пушкиной, в программе «Женский взгляд», где рассказала о причинах развода. Певица также добавила, что по причине постоянных выяснений отношений с бывшим супругом, она практически перестала писать песни и за прошедший год ничего достойного из под её пера не вышло. После развода певица вернулась к творчеству: «…я сейчас снова пишу песни. И это по-настоящему хороший знак: я возвращаюсь к себе», — объясняла МакSим.
В феврале 2011 года в интервью «Комсомольской правде» МакSим упомянула, что пока не собирается выпускать четвёртый альбом и занимается отдельным написанием и продвижением песен. 19 апреля состоялась премьера видеоклипа на песню «Как летать». 26 мая было объявлено, что МакSим станет судьёй на проекте «Мой Camp Rock», канала «Disney».
В августе вышла песня «Красивая пара» певицы Марии, автором которой стала МакSим. 7 сентября состоялась премьера нового сингла «Осколки». 28 сентября вышел видеоклип на сингл «Осколки», а 22 ноября клип на песню «Любовь — это яд» из альбома «Одиночка», ориентированный исключительно на интернет-аудиторию.
В конце 2011 года состоялась премьера песни «Это же я», 23 марта 2012 — «Небо-самолёты». 13 апреля 2012 года состоялась премьера клипа на песню «Одиночка». 28 июня 2012 года состоялась премьера клипа «Это же я». Весной 2012 в студии Андрея Самсонова записан дуэт с Animal ДжаZ — «Живи», 18 июля состоялась премьера песни, 6 ноября — премьера клипа. 4 сентября композиция «Это же я» была выпущена в качестве сингла.
В августе 2012 года МакSим представила Россию на Международном фестивале песни в Сопоте (Польша) с песней «Знаешь ли ты».
В декабре 2012 года МакSим выпустила сингл «Колыбельная» и видеоклип к нему.
9 января 2013 года певица без анонса презентовала студийное live-видео, где исполнила новую песню «Ты говоришь». 30 января песня «Небо-самолёты» была выпущена в качестве сингла. 5 февраля состоялась премьера двух версий клипа «Небо-самолёты» — версия для ТВ и режиссёрская. Весной 2013 года состоялась премьера клипа Animal ДжаZ «Паук», в съёмках которого приняла участие МакSим.
В марте 2013 года певица анонсировала четвёртый альбом под рабочим названием «Другая реальность». По её словам, все песни для альбома уже записаны (в числе прочих в него войдут композиции «Осколки» и «Как летать», а также ещё не опубликованные песни), однако релиз альбома запланирован на 27 мая 2013.
8 апреля состоялась премьера сингла «Я ветер», 18 апреля певица презентовала видео на песню в эфире RU.TV. Сингл попал в топ-100 радиочарта, став 18-й песней певицы, которой это удалось.
27 мая состоялся релиз альбома «Другая реальность».
5 сентября на радио состоялась премьера сингла «Другая реальность». 19 сентября на вечеринке, посвящённой запуску российского отделения компании Warner Music, состоялась премьера видеоклипа. Премьера клипа в интернете состоялась 23 сентября. Сингл стал самым успешным на радио у МакSим, после выпуска сингла «Осколки».
21 сентября МакSим было присвоено звание «Заслуженная артистка Карачаево-Черкесской Республики».
В 2013 году МакSим представляла Россию на международном вокальном интерактивном конкурсе OGAE Song Contest с песней «Это же я». 
31 октября состоялась премьера социального видео «Я буду жить».
25 ноября состоялся радиорелиз сингла «Я буду жить».
В 2014 году композиция МакSим «Я люблю тебя» прозвучала в фильме «В спорте только девушки».
С 10 июня 2014 года на iTunes Store стал доступен альбом «Другая реальность» (Deluxe Version), в который вошла новая песня «Свадьба».

### 2014—2019: Пятый и шестой альбомы
В 2014 году певица приступила к записи пятого студийного альбома, релиз которого планировался в ноябре 2015 года. 25 июля 2014 года на радиостанции «Радио» состоялась премьера песни «Не знать». 4 августа состоялся радиорелиз первого сингла «God» из нового альбома. 14 августа состоялась официальная премьера клипа на канале ELLO.
29 октября МакSим родила вторую дочь Марию.
21 декабря состоялась премьера песни «Не выдыхай».
26 января 2015 года вышел клип на песню «Не выдыхай». 26 января певица сообщила, что новый альбом выйдет в сентябре 2015 года. 29 января состоялся радиорелиз сингла «Не выдыхай».
10 февраля состоялась премьера песни «Стала свободней». 13 февраля состоялся радиорелиз и премьера клипа на канале RU.TV и на YouTube-канале ELLO. 13 февраля состоялся сольный концерт в Москве, на котором певица презентовала новую песню «Моя любовь».
19 мая состоялся выход альбома Джигана «Твой выбор», в который вошёл ремейк песни МакSим «Дождь».
24 мая открылся предзаказ нового сингла «Золотыми рыбками». 26 мая состоялась премьера песни на официальном канале МакSим в YouTube, 8 июня премьера на iTunes. 24 июня состоялась премьера официального ремикса на песню «Золотыми рыбками», 26 июня состоялся радиорелиз ремикса.
В сентябре стало известно, что новый альбом, выход которого был запланирован на осень 2015 года, получил название «Хорошо».
10 сентября состоялась премьера клипа на песню «Золотыми рыбками». 15 сентября МакSим открыла собственную школу искусств. В сентябре 2015 года поступила в Рязанский государственный университет имени С. А. Есенина на факультет теологии.
21 октября состоялся радиорелиз ремейка «Дождь». 27 октября состоялась премьера клипа «Дождь», МакSим в клипе участие не принимала.
2 ноября открылся предзаказ альбома «Хорошо», 17 ноября состоялся релиз и на «Русском Радио» состоялась премьера сингла «Хорошо», 18 ноября состоялся общий радиорелиз. Сингл попал в топ-100 радиочарта, став 20-й песней певицы, которой это удалось.
6 апреля 2016 года состоялся радиорелиз сингла «Иди».
13 июля 2016 года состоялась премьера сингла «Штампы» на iTunes, 14 июля — радиорелиз. Премьера видеоклипа состоялась 2 сентября.
В ноябре МакSим было присвоено звание «Заслуженная артистка Республики Татарстан».
27 декабря 2016 года МакSим представила автобиографию «Это же я…». В книге охвачен период с рождения певицы до её современной жизни.
18 июля открылся предзаказ нового сингла «На двоих», 21 июля состоялась премьера песни, а 16 августа, на YouTube-канале «ELLO» — премьера клипа.
27 февраля 2018 года состоялась премьера новой песни «Дура». Премьера клипа состоялась 3 апреля. 26 апреля состоялась премьера новой песни «Здесь и сейчас», а в июле — эксклюзивная премьера клипа для пользователей социальной сети «ВКонтакте». В сентябре, после летнего творческого отпуска, МакSим сообщила, что ожидается выход её новой песни «Мои секреты» и видеоклипа к ней; было опубликовано видео со съёмок клипа. 19 октября на концерте «Русского радио» «Золотой микрофон» МакSим представила три новые песни: «Полигамность», «Абонент недоступен» и «Мои секреты». 8 ноября состоялась премьера сингла «Мои секреты», а 16 ноября состоялась премьера клипа.
7 декабря 2018 года состоялся релиз шестого студийного альбома под названием «Полигамность».
27 марта 2019 года состоялся радиорелиз сингла «Абонент недоступен». 14 апреля начались съёмки клипа на данную композицию. Релиз был назначен на май. 21 мая состоялась премьера клипа «Абонент недоступен».

### С 2019
30 октября 2019 года состоялась премьера сингла «Бессонница».
В 2020 году певица попала в ДТП, в связи с чем приостанавливала творческую деятельность из-за проблем со здоровьем.
14 февраля 2020 года состоялась премьера сингла «Преданным».
23 октября 2020 года состоялась премьера сингла «Забывай». Новый трек был выпущен под руководством лейбла Sony Music Entertainment.
12 февраля 2021 года состоялась премьера сингла «Спасибо», а 25 марта — премьера клипа.
В июне 2021 года певица была госпитализирована с пневмонией, 19 июня была переведена в реанимацию и введена в искусственную кому, так как МакSим стало тяжело дышать. 27 июня в СМИ появилась информация о том, что МакSим была подключена к аппарату ЭКМО. В начале августа певица была отключена от аппарата ЭКМО и начала самостоятельно дышать через кислородную маску. В декабре 2021 года МакSим посетила «Золотой граммофон», выйдя на сцену вместе с врачами-реаниматологами, которые спасли ей жизнь, и получила награду за песню «Спасибо». В феврале 2022 года МакSим рассказала о том, что проходит реабилитацию после болезни, её лёгкие восстанавливаются, а голос изменился. Артистка призналась, что близкие ей люди начали раздел имущества певицы, не дожидаясь итогов болезни; для этого они переоформляли документы и подделывали подписи.
11 февраля 2022 года МакSим представила новую версию песни «Отпускаю», записанную при участии Егора Крида.
Возвращение МакSим на сцену состоялось в апреле 2022 года, когда она неожиданно посетила первый полуфинал третьего сезона шоу «Маска» на телеканале НТВ, где гостям, жюри и зрителям следовало угадать артиста, который прячется в костюме. МакSим в низкой тональности исполнила романс «Дорогой длинною», и судьи не смогли сами догадаться, что в костюме именно она.
29 апреля состоялась премьера обновлённой версии песни «Знаешь ли ты», в записи которой принял участие Дима Билан.
29 мая 2022 года МакSим выступила после финала Кубка России по футболу в «Лужниках», исполнив песню «Знаешь ли ты»: ей аккомпанировали игроки и тренерский штаб победившего в финале московского «Спартака», а также болельщики с трибун. 12 июля МакSим и Дима Билан представили клип на песню «Знаешь ли ты».
18 марта 2023 года певица оказалась в центре скандала, когда выступила на своём концерте в Сочи, будучи в плохом состоянии: по данным СМИ, голос МакSим дрожал, она не попадала в ноты и еле стояла на ногах, а затем, спустя 30 минут концерта, покинула сцену. Зрители заподозрили певицу в том, что она была пьяна. На следующий день МакSим извинилась перед поклонниками, объяснив, что певицу «подвело давление», у неё «закружилась голова» и «пропал голос», в результате чего она была вынуждена остановить выступление. 1 апреля МакSим выступила в Твери, где хотя и смогла завершить концерт, но демонстрировала аналогичные признаки плохого самочувствия. Поклонники артистки выразили обеспокоенность состоянием здоровья певицы и потребовали прервать гастрольный тур. После этих инцидентов МакSим, отменив некоторые запланированные концерты, решила взять творческую паузу для того, чтобы заняться своим здоровьем, и появилась в публичном поле лишь спустя почти два месяца. В июле 2023 года певица призналась, что начала лечение от алкоголизма в наркологической клинике.
6 июня 2025 года состоялась премьера нового сингла «И правда...»

## Личная жизнь
В 2008 году на острове Бали (Индонезия) певица вышла замуж за своего звукорежиссёра Алексея Луговцова. 8 марта 2009 года МакSим родила дочь Александру. В 2011 году МакSим и Луговцов развелись.
С 2012 по 2014 год была в отношениях с фронтменом группы Animal ДжаZ Александром Красовицким.
29 октября 2014 года МакSим родила вторую дочь, Марию, от бизнесмена Антона Петрова. В сентябре 2015 года из интервью журналу «7Дней» стало известно, что МакSим и Петров расстались.

## Артистизм, музыкальное влияние и тематика творчества
Музыкальные предпочтения МакSим в детстве были достаточно разнообразными. По её признанию, она предпочитала слушать различных исполнителей, от группы «Сплин», до «Гостей из будущего». Также на музыкальные вкусы певицы влияли предпочтения её отца, который предпочитал группы «The Beatles» и «Pink Floyd». В связи с тем, что МакSим проводила много времени со старшим братом, она слушала много дворовой музыки. В детстве исполнительница занималась и классической музыкой, окончила музыкальную школу по классу фортепиано. По словам самой МакSим, она также умеет играть на гитаре, но не профессионально, а на уровне аккомпанемента. В юности МакSим писала собственные песни. В творчестве ей также помогали казанские друзья: Алсу Ишметова, Виктория Которова, Елена Гребнева, Марат Паритов и участники группы «Pro-Z».
Являясь автором всех песен своего дебютного альбома, МакSим говорила, что он изначально был рассчитан на подростков, что позже отметило большинство критиков, причислив его к стилю teen-pop. В музыкальном плане альбом совместил элементы различных стилей музыки: фанк в песне «Лолита», фолк в песне «Сон», элементы танцевальной музыки в «Пам-парам». Наибольшую популярность получила поп-баллада «Знаешь ли ты». МакSим признавалась, что эта песня (наряду с композицией «Сантиметры дыханья») является автобиографичной. По признанию певицы, «Знаешь ли ты» — «это исповедь. Она выстрадана, в ней весь мой печальный жизненный опыт». В целом альбом «Трудный возраст» описывает наблюдательные ситуации, которые с певицей никогда не происходили. В альбоме также возникает тема суицида. По словам исполнительницы песня «Ветром стать» навеяна творчеством Анны Ахматовой и Марины Цветаевой и затрагивает тему самоубийства. По словам певицы:

Накануне я действительно прочла много ахматовских стихов, мое настроение, внутреннее состояние нашли отражение в песне «Ветром стать». В ней нет ничего похожего на творчество великой поэтессы, скорее, можно найти мотивы стихов Цветаевой. Речь в ней, напомню, идет о смерти, о самоубийстве. А этим больше «страдала» как раз-таки Цветаева.— МакSим
После выхода альбома «Трудный возраст», творчество МакSим стали сравнивать с творчеством групп «t.A.T.u.» и «Ласковый май». В этот период создаётся образ певицы, как «своей девчонки» и что ей всё легко далось в творческом плане, хотя сама исполнительница опровергала это мнение: «…на самом деле все произошло не за один день — это только со стороны так кажется. Я много работала, писала. Долго к этому шла». Такого же мнения придерживается и рэпер Баста, с которым МакSим записала дуэт «Наше лето». В интервью сайту «Rap.ru» артист признался, что:

…Макsим передо мной предстала в другом ракурсе. После её треков у меня было впечатление, что не хватает музыкальных способностей… Когда она пришла на студию, простроила гармонию сама, спела все в терцию чисто, подала правильную подачу, мы спорили о сведении… Не знаю, какой-то образ у неё сложился, ну или это коммерческий ход такой — что это простецкая девочка.— Баста
Работа с Бастой стала первым экспериментом певицы с хип-хоп и R&B музыкой. В основу песни легла песня МакSим «Нежность». Баста дописал к ней рэп-куплеты, а МакSим исполнила припев.
К приближению записи второго альбома начинают происходить изменения в концертном творчестве артистки. Набирается команда музыкантов, которые должны были работать с ней, хотя по её признанию, она не стремилась стать рок-певицей: «…это не значит, что я начну доказывать всем — мы играем рок-н-ролл <…>. Я не отрицаю и не собираюсь отрицать тот факт, что я поп-исполнительница, несмотря на то, что с ребятами будем играть на живых инструментах». Работа с «живым» составом вносит изменения в творчество МакSим. В записях начинают преобладать живые инструменты: гитара, фортепиано, бас и ударные. По словам певицы в альбоме это всё нашло своё отражение:

Я раньше никогда не работала с живым коллективом, но музыканты меня всячески подтягивают, и главное — это все от души происходит, поэтому настроение очень сильно чувствуется. Вот, собственно, захотелось весь новый альбом записать в таком варианте, как он потом на публике будет звучать. Все аранжировки делались в рамках настроения песни. Другое дело, что при прослушивании в некоторых треках оказываются нотки чуть ли не пост-панка. Есть что-то поп-роковое…— МакSим
По признанию исполнительницы перед выходом альбома она испытывала «синдром второго альбома», боясь, что он не окажется таким же успешным, как предыдущий, но вскоре успокоилась и стала писать песни просто «для души». Новый альбом стал для МакSим автобиографичным. По её признаниям, большинство песен на пластинке (за исключением «Секретов нет» и «Не отдам») написаны о том, что с ней происходило за последние годы. В альбоме поднимаются темы любви к известному человеку, о которой написаны песни «Научусь летать» и «Мой рай». В альбом также вошли песни, которые МакSим написала ещё в юности, среди них «Зима» и «Чужой», последняя из которых в музыкальном плане похожа на классическую российскую эстраду.
Второй альбом певицы получает больше положительных отзывов, песни сравнивались с творчеством таких артистов, как Юлия Савичева, Линда, Валерия, Земфира, Татьяна Снежина, Алла Пугачёва, Виктор Цой и группа «ABBA».
С беременностью МакSим было связано первое появление в её творчестве темы материнства. В 2008 году был снят клип на песню «Лучшая ночь», которую исполнительница посвятила своей ещё не рождённой дочери. В 2009 году состоялся второй эксперимент певицы в стиле хип-хоп музыки. На этот раз она сотрудничала с рэпером Лигалайзом над песней «Небо, засыпай». Сам Лигалайз также хорошо отозвался о МакSим: «Это, конечно, сверхпоп, но она талант. Сама все делает, у неё абсолютно индивидуальный стиль». Данная песня отличилась и тем, что упоминается в книге «История поп» Юлии Идлис, делающую ретроспективу истории развития и анализа российской поп-музыки.
После декретного отпуска МакSим вернулась к записи третьего альбома. Ещё до выхода альбома в СМИ появлялась информация о том, что певица решила перейти к стилю глэм-рок, но сама МакSим эту информацию опровергла:

 Я, например, попсовая певица. И по-другому не будет. Кто-то вот недавно написал, что я теперь играю глэм-рок, — это полный бред. Я из своей попсы никуда не вылезу.
У нас же большинство рокеров играют попсу. Вот и я тоже. <…> именно жанр поп-музыки даёт мне большую свободу музыкально экспериментировать.— МакSим

## Критика
С выпуском первого альбома МакSим привлекла к себе внимание критиков. Мнения по поводу альбома сильно разделились. Так, на сайте проекта «StereoLab» альбом «Трудный возраст» описывается без особого восторга. Другие критики, наоборот, восприняли альбом положительно. Марк Радель из InterMedia написал, что «музыка [альбома] на первый взгляд может показаться банальной, однако, поверьте, эта девушка интереснее, чем кажется», а также добавил, что «в песнях певицы есть за что уцепиться». «При всей простоте и наивности дебютного диска Макsим „Трудный возраст“ в нём не было ощущения продукта конвейерной сборки, это был вполне авторский, осмысленный и даже выстраданный альбом», — отмечал Борис Барабанов из издания «Коммерсантъ». Иван Чернявский, из журнала «Time Out Москва», провёл параллели между певицей и такими исполнителями, как «t.A.T.u.» и певицей Светой, и высказал мнение, что МакSим «добросовестно продолжает традицию русского попа 90-х — „своя в доску“». Большинство критиков сошлись на том, что песни МакSим рассчитаны только на подростковую аудиторию.
Майя Стравинская из газеты «Коммерсантъ», описывая концерт певицы в СК «Олимпийском», обратила внимание на то, что «МакSим — феномен массовой культуры», и, описывая её творчество, сказала, что «это вполне качественная, динамичная, лёгкая музыка, которая, надо признать, при прослушивании совершенно не раздражает, разве только тем, что от песен этих трудно отвязаться». В завершении статьи автор высказал мнение, что «МакSим родилась не как расчётливый проект продюсеров, которые знают, что „пипл хавает“, она по сути своей народная артистка, из которой, судя по шоу, только теперь, постфактум, пытаются сделать поп-звезду».
С выходом второго альбома артистки интерес критиков к её творчеству возрос. Однако, альбом уже не был принят так тепло, как предыдущий. Известный критик Сергей Соседов высказался негативно по поводу альбома, сказав, что «Мы имеем дело с типичным музыкально-текстовым конвейером», назвав музыку «кукольной» и «лишённой страстей». Также журналист отметил вторичность некоторых композиций и лирических приёмов, сравнив их с тем, что уже было создано раньше Земфирой, Татьяной Снежиной и Аллой Пугачёвой. Другие критики восприняли альбом более позитивно. Марк Радель, который низко оценил первый альбом певицы, на этот раз высказал мнение, что «успех первого альбома заставил МакSим подойти ко второму более ответственно. Этот не тот случай, когда хорошие продажи скабрёзного диска заставляют его авторов записать пластинку ещё гаже прежней», и заметил, что «МакSим старается в меру своих возможностей заняться воспитанием зрительских вкусов». Новые песни автор сравнил с творчеством Юлии Савичевой, Линды и Валерии.
Гуру Кен в своей рецензии на альбом упомянул, что «новый альбом выглядит каким-то неровным, надёрганным из разных опер», однако дал ему высокую оценку (8 из 10), сказав: «Назвать однозначным провалом этот альбом не позволяет пара хитов». В этом контексте журналист упомянул песню «Мой рай», сравнив её с творчеством группы «ABBA», и песню «Лучшая ночь», которая, по его мнению, «чудесным парадоксальным образом вдруг отсылает к лучшим балладам Виктора Цоя».
Наибольшей критике МакSим подверглась за свой концерт в клубе «Б1», прошедший 19 сентября 2009 года. Борис Барабанов, из газеты «Коммерсантъ», описывая концерт сказал: «МакSим все равно осталась рабочей лошадкой безнадёжной отечественной эстрады, артисткой, не знающей иных способов коммуникации с публикой, кроме вымученно задорной фамильярности и иной расстановки ручек на пульте звукооператора, кроме той, что принята в провинциальных ресторанах». Михаил Марголис из «Известий» также оценил концерт негативно: «С первых же минут действо обрело знакомый вид бесчисленных российских поп-представлений и инфантильно-подростковую тональность». Более позитивную оценку концерту дала Наталья Ступникова из «KMnews», сказав, что «во время всего концерта все чаще можно было поймать себя на мысли, что теперь „подростковые“ песни звучат как-то неестественно, гораздо интереснее слушать новый материал певицы».
С выпуском альбома «Одиночка» интерес критиков к певице возрос ещё сильнее. Они отметили, что в новом альбоме МакSим смело экспериментирует с различными стилями музыки. Так, Гуру Кен пишет: «Если на дебютном „Трудном возрасте“ (2006) зрители услышали милые наивные песенки, „Мой рай“ (2007) принёс массу экспериментов с живым поп-звучанием, то „Одиночка“ берёт курс на проживание МакSим в самых разных музыкальных жанрах». Такого же мнения придерживается и Борис Барабанов из «Коммерсанта»: «В избранном девушкой жанре появились неожиданные повороты, отступления от поп-канона, которые тем не менее не отвращают преданных поклонников».
В августе 2014 года МакSим вошла в десятку лучших в рейтинге самых ротируемых на радио исполнителей за последние 10 лет по версии StarHit.

## Популярность певицы
За довольно короткий срок МакSим стала одной из самых популярных певиц в России и странах СНГ. Разработав свой уникальный стиль и благодаря огромной работоспособности, певица стала самым удачливым исполнителем в России в первой декаде нового века. МакSим также получила несколько прозвищ от средств массовой информации. Её называют поп-принцессой и самой продаваемой певицей в России. Многие журналисты проводят параллели между певицей и очень популярной в начале 90-х годов прошлого века группой «Ласковый май». Такое сравнение вызвано большим количеством лирических, трогательных песен в репертуаре МакSим.
Также МакSим привлекает внимание публики тем, что сама пишет большинство своих песен, называя их автобиографичными. Сама же певица характеризует себя скорее автором-исполнителем, чем поп-певицей, и хочет, чтобы люди в первую очередь обращали внимание на её творчество, а не на личную жизнь.

…я надеюсь, что песен достаточно. Я очень хочу в это верить. Вы бы знали, как мне тяжело принимать участие в мероприятиях, не имеющих никакого отношения к музыке. Для чего все это?! Неужели они там со сцены, когда получают свои награды, могут объяснить, зачем они там? Концерты мне нравятся гораздо больше, я выхожу на сцену и прекрасно понимаю, зачем я там.
— МакSим
Выступление МакSим после финала Кубка России по футболу 2022 года с песней «Знаешь ли ты» не только фактически закрепило за песней статус гимна болельщиков московского «Спартака», но и позволило певице обрести невероятную популярность у спартаковских фанатов.

## Дискография

### Альбомы
| Год  | Название | Позиции в чартах | Продажи          | Сертификация                                 |
| Год  | Название | RUS              | Продажи          | Сертификация                                 |
| ---- | --- | ---------------- | ---------------- | -------------------------------------------- |
| 2006 | Трудный возраст - Выпущен: 28 марта 2006 - Лейбл: SBA Production, Gala Records - Форматы: CD, CD (digipak), LP, цифровая дистрибуция    | 19               | 2.000.000+ копий | - Золотой - 5× Платиновый - 2× Бриллиантовый |
| 2007 | Мой рай - Выпущен: 15 ноября 2007 - Лейбл: SBA Production, Gala Records, Мистерия звука - Форматы: CD, CD+DVD, LP, цифровая дистрибуция | 1                | 2.000.000+ копий | - 7× Платиновый - Бриллиантовый              |
| 2009 | Одиночка - Выпущен: 1 декабря 2009 - Лейбл: SBA Production, Gala Records, Монолит Рекордс - Форматы: CD, CD+DVD, цифровая дистрибуция   | 1                | 500.000+ копий   | - Золотой - 2× Платиновый                    |
| 2013 | Другая реальность - Выпущен: 27 мая 2013 - Лейбл: SBA Production, Gala Records - Форматы: CD, CD+DVD, цифровая дистрибуция              | 5                |                  |                                              |
| 2015 | Хорошо - Выпущен: 17 ноября 2015 - Лейбл: Студия Союз - Форматы: CD, видеоклип, цифровая дистрибуция                                    | 5                |                  |                                              |
| 2018 | Полигамность - Выпущен: 7 декабря 2018 - Лейбл: Студия Союз - Форматы: CD, видеоклип, цифровая дистрибуция                              |                  |                  |                                              |

### Синглы
| Год выпуска | Сингл                          | Формат                                                               | Альбом                                 |
| ----------- | ------------------------------ | -------------------------------------------------------------------- | -------------------------------------- |
| 2005        | Трудный возраст                | Радиоротация, видеоклип, цифровая дистрибуция                        | Трудный возраст                        |
| 2005        | Нежность                       | Радиоротация, видеоклип, цифровая дистрибуция                        | Трудный возраст                        |
| 2006        | Отпускаю                       | Радиоротация, видеоклип, цифровая дистрибуция                        | Трудный возраст                        |
| 2007        | Знаешь ли ты                   | Радиоротация, видеоклип, цифровая дистрибуция                        | Трудный возраст                        |
| 2007        | Ветром стать                   | Радиоротация, видеоклип, цифровая дистрибуция                        | Трудный возраст                        |
| 2007        | Наше лето (с Бастой)           | Радиоротация, видеоклип, цифровая дистрибуция                        | Мой рай                                |
| 2007        | Мой рай                        | Радиоротация, видеоклип, цифровая дистрибуция                        | Мой рай                                |
| 2008        | Научусь летать                 | Радиоротация, видеоклип, цифровая дистрибуция                        | Мой рай                                |
| 2008        | Лучшая ночь                    | Радиоротация, видеоклип, цифровая дистрибуция                        | Мой рай                                |
| 2009        | Не отдам                       | Радиоротация, видеоклип, цифровая дистрибуция                        | Мой рай                                |
| 2009        | Небо, засыпай (с Лигалайзом)   | Радиоротация, видеоклип, цифровая дистрибуция                        | без альбома                            |
| 2009        | На радиоволнах                 | Радиоротация, видеоклип, цифровая дистрибуция                        | Одиночка                               |
| 2009        | Дорога                         | Видеоклип, цифровая дистрибуция                                      | Одиночка                               |
| 2010        | Весна                          | Радиоротация, видеоклип, цифровая дистрибуция                        | Одиночка                               |
| 2010        | Мой ответ — Да!                | Видеоклип, цифровая дистрибуция, CD-сингл (эксклюзивно для Oriflame) | без альбома                            |
| 2010        | Дождь                          | Радиоротация, цифровая дистрибуция                                   | Другая реальность                      |
| 2011        | Как летать                     | Радиоротация, видеоклип, цифровая дистрибуция                        | Другая реальность                      |
| 2011        | Осколки                        | Радиоротация, видеоклип, цифровая дистрибуция                        | Другая реальность                      |
| 2011        | Любовь — это яд                | Видеоклип                                                            | Одиночка                               |
| 2012        | Одиночка                       | Видеоклип                                                            | Одиночка                               |
| 2012        | Живи (с Animal ДжаZ)           | Радиоротация, видеоклип, цифровая дистрибуция                        | Фаза быстрого сна (альбом Animal ДжаZ) |
| 2012        | Это же я                       | Радиоротация, видеоклип, цифровая дистрибуция                        | Другая реальность                      |
| 2012        | Колыбельная                    | Радиоротация, видеоклип, цифровая дистрибуция                        | Другая реальность                      |
| 2013        | Небо-самолёты                  | Радиоротация, видеоклип, цифровая дистрибуция                        | Другая реальность                      |
| 2013        | Я ветер                        | Радиоротация, видеоклип, цифровая дистрибуция                        | Другая реальность                      |
| 2013        | Другая реальность              | Радиоротация, видеоклип, цифровая дистрибуция                        | Другая реальность                      |
| 2013        | Я буду жить                    | Радиоротация, видеоклип, цифровая дистрибуция                        | Другая реальность                      |
| 2014        | Вампир                         | Радиоротация, видеоклип, цифровая дистрибуция                        | Хорошо                                 |
| 2015        | Стала свободней                | Радиоротация, видеоклип, цифровая дистрибуция                        | Хорошо                                 |
| 2015        | Золотыми рыбками               | Радиоротация, видеоклип, цифровая дистрибуция                        | Хорошо                                 |
| 2015        | Дождь (с Джиганом)             | Радиоротация, видеоклип, цифровая дистрибуция                        | Твой выбор (альбом Джигана)            |
| 2016        | Штампы                         | Радиоротация, видеоклип, цифровая дистрибуция                        | Полигамность                           |
| 2017        | На двоих                       | Радиоротация, видеоклип, цифровая дистрибуция                        | Полигамность                           |
| 2018        | Дура                           | Цифровая дистрибуция, видеоклип                                      | Полигамность                           |
| 2018        | Здесь и сейчас                 | Радиоротация, цифровая дистрибуция, видеоклип                        | Полигамность                           |
| 2018        | Мои секреты                    | Цифровая дистрибуция, видеоклип                                      | Полигамность                           |
| 2019        | Абонент недоступен             | Радиоротация, видеоклип, цифровая дистрибуция                        | Полигамность                           |
| 2019        | Бессонница                     | Радиоротация, цифровая дистрибуция                                   | без альбома                            |
| 2020        | Преданным                      | Цифровая дистрибуция                                                 | без альбома                            |
| 2020        | Забывай                        | Радиоротация, цифровая дистрибуция                                   | без альбома                            |
| 2021        | Спасибо                        | Радиоротация, видеоклип, цифровая дистрибуция                        | без альбома                            |
| 2022        | Отпускаю (с Егором Кридом)     | радиоротация, цифровая дистрибуция                                   | без альбома                            |
| 2022        | Знаешь ли ты (c Димой Биланом) | Радиоротация, видеоклип, цифровая дистрибуция                        | без альбома                            |
| 2023        | Наше лето 2.0 (с Бастой)       | цифровая дистрибуция                                                 | без альбома                            |
| 2025        | И правда..                     | цифровая дистрибуция                                                 | без альбома                            |

### DVD
| Год  | Название | Продажи        | Сертификация |
| ---- | --- | -------------- | ------------ |
| 2006 | Трудный возраст. Первый концерт в Москве - Выпущен: ноябрь 2006 - Лейбл: SBA Production, Gala Records, Trinity Films - Форматы: DVD | 200.000+ копий | - Платиновый |
| 2008 | Концерт в Олимпийском - Выпущен: 15 мая 2008 - Лейбл: SBA Production, Gala Records, Монолит Рекордс - Форматы: DVD                  | —              | —            |

## Чарты

### Радиосинглы
| Год  | Название                         | Золотой граммофон | Чарты           | Чарты          | Чарты          | Чарты                 | Чарты           | Чарты        | Чарты                  | Чарты                 | Чарты            | Europe Top 100 | Belarus RBT Top-10 | Georgia RBT Top-10 | Tajikistan RBT Top-10 | Uzbekistan RBT Top-10 | Kazakhstan RBT Top-10 | NOR | GER |
| Год  | Название                         | Золотой граммофон | General Airplay | Russia Airplay | Moscow Airplay | St.Petersburg Airplay | Ukraine Airplay | Kiev Airplay | Latvian Airplay Top-50 | Audience Choice Chart | Итоговый годовой | Europe Top 100 | Belarus RBT Top-10 | Georgia RBT Top-10 | Tajikistan RBT Top-10 | Uzbekistan RBT Top-10 | Kazakhstan RBT Top-10 | NOR | GER |
| ---- | -------------------------------- | ----------------- | --------------- | -------------- | -------------- | --------------------- | --------------- | ------------ | ---------------------- | --------------------- | ---------------- | -------------- | ------------------ | ------------------ | --------------------- | --------------------- | --------------------- | --- | --- |
| 2005 | «Трудный возраст (2005 version)» | —                 | 46              | —              | 48             | —                     | —               | —            | —                      | —                     | 161              | —              | —                  | 4                  | —                     | —                     | —                     | —   | —   |
| 2005 | «Нежность (album edit)»          | 1                 | 178             | —              | 2              | —                     | —               | —            | —                      | 116                   | —                | —              | 2                  | —                  | —                     | —                     | —                     | —   | —   |
| 2006 | «Отпускаю»                       | 3                 | 1               | 320            | 2              | —                     | —               | —            | —                      | 1                     | 35               | —              | —                  | —                  | —                     | —                     | —                     | —   | —   |
| 2007 | «Знаешь ли ты»                   | 1                 | 1               | 312            | 2              | —                     | 98              | 147          | —                      | 2                     | 10               | 43             | 9                  | —                  | —                     | —                     | —                     | —   | —   |
| 2007 | «Ветром стать»                   | 1                 | 1               | —              | 1              | —                     | —               | —            | 9                      | 3                     | 5                | —              | —                  | —                  | —                     | —                     | —                     | —   | —   |
| 2007 | «Мой рай»                        | 1                 | 1               | —              | 1              | —                     | 315             | 320          | 16                     | 1                     | 27               | 56             | 5                  | 2                  | 1                     | 1                     | —                     | —   | —   |
| 2008 | «Научусь летать»                 | 1                 | 1               | 284            | 1              | 3                     | 145             | 12           | 27                     | 4                     | 2                | 55             | 5                  | —                  | —                     | —                     | —                     | —   | —   |
| 2008 | «Лучшая ночь»                    | 1                 | 1               | 296            | 2              | 1                     | —               | 13           | —                      | 5                     | 26               | 46             | —                  | —                  | —                     | —                     | —                     | —   | —   |
| 2009 | «Не отдам»                       | 1                 | 1               | 248            | 1              | 1                     | 479             | 9            | 5                      | 3                     | 4                | 58             | —                  | —                  | —                     | —                     | —                     | —   | —   |
| 2009 | «На радиоволнах»                 | 1                 | 3               | —              | 5              | 9                     | —               | 2            | 46                     | 1                     | 13               | 54             | —                  | —                  | —                     | —                     | —                     | —   | —   |
| 2010 | «Весна»                          | —                 | 65              | —              | 86             | 69                    | 96              | 98           | 30                     | 4                     | 138              | —              | —                  | —                  | —                     | —                     | 7                     | —   | —   |
| 2010 | «Дождь»                          | 2                 | 2               | 4              | 2              | 4                     | 22              | 22           | —                      | 3                     | 22               | 62             | —                  | —                  | —                     | —                     | —                     | —   | —   |
| 2011 | «Как летать?»                    | 1                 | 16              | 13             | 19             | 23                    | 30              | 41           | —                      | 7                     | 14               | —              | —                  | —                  | —                     | —                     | —                     | —   | —   |
| 2011 | «Осколки»                        | —                 | 16              | 17             | 20             | 36                    | 28              | 34           | —                      | 10                    | 74               | —              | —                  | —                  | —                     | —                     | —                     | 41  | 96  |
| 2012 | «Живи» (feat. Animal ДжаZ)       | —                 | 214             | —              | —              | —                     | —               | —            | —                      | 160                   | —                | —              | —                  | —                  | —                     | —                     | —                     | —   | —   |
| 2012 | «Это же я»                       | —                 | 170             | 484            | —              | —                     | —               | —            | —                      | 54                    | —                | —              | —                  | —                  | —                     | —                     | —                     | —   | —   |
| 2012 | «Колыбельная»                    | —                 | 171             | —              | —              | —                     | 203             | —            | —                      | 48                    | —                | —              | —                  | —                  | —                     | —                     | —                     | —   | —   |
| 2013 | «Небо-самолёты»                  | —                 | 203             | —              | —              | —                     | —               | —            | —                      | 42                    | —                | —              | —                  | —                  | —                     | —                     | —                     | —   | —   |
| 2013 | «Я ветер»                        | —                 | 87              | 109            | 114            | 68                    | 73              | 112          | —                      | 51                    | 182              | —              | —                  | —                  | —                     | —                     | —                     | —   | —   |
| 2013 | «Другая реальность»              | —                 | 32              | 31             | 40             | 56                    | 52              | 90           | —                      | 16                    | 104              | —              | —                  | —                  | —                     | —                     | —                     | —   | —   |
| 2013 | «Я буду жить»                    | —                 | 192             | —              | —              | —                     | —               | —            | —                      | 107                   | —                | —              | —                  | —                  | —                     | —                     | —                     | —   | —   |
| 2014 | «God»                            | —                 | 179             | —              | —              | —                     | —               | —            | —                      | 25                    | —                | —              | —                  | —                  | —                     | —                     | —                     | —   | —   |
| 2015 | «Не выдыхай»                     | —                 | 204             | —              | —              | —                     | —               | —            | —                      | 187                   | —                | —              | —                  | —                  | —                     | —                     | —                     | —   | —   |
| 2015 | «Стала свободней»                | —                 | 171             | —              | —              | —                     | 490             | —            | —                      | 47                    | —                | —              | —                  | —                  | —                     | —                     | —                     | —   | —   |
| 2015 | «Золотыми рыбками»               | —                 | 165             | 392            | —              | —                     | 471             | 486          | —                      | 44                    | —                | —              | —                  | —                  | —                     | —                     | —                     | —   | —   |
| 2015 | «Хорошо»                         | 15                | 45              | 53             | 48             | 46                    | —               | —            | —                      | 31                    | 97               | —              | —                  | —                  | —                     | —                     | —                     | —   | —   |
| 2016 | «Иди»                            | —                 | 177             | —              | —              | —                     | —               | —            | —                      | 97                    | —                | —              | —                  | —                  | —                     | —                     | —                     | —   | —   |
| 2016 | «Штампы»                         | 2                 | 45              | 40             | 57             | 66                    | —               | —            | —                      | 36                    | 63               | —              | —                  | —                  | —                     | —                     | —                     | —   | —   |
| 2017 | «На двоих»                       | 6                 |                 |                |                |                       |                 |              |                        |                       |                  |                |                    |                    |                       |                       |                       |     |     |
| 2018 | «Здесь и сейчас»                 | 1                 |                 |                |                |                       |                 |              |                        |                       |                  |                |                    |                    |                       |                       |                       |     |     |

#### Другие песни в чартах
| Год  | Название                                          | Чарты           | Чарты          | Чарты          | Чарты           | Чарты        | Чарты                  | Чарты                 | Красная звезда | Красная звезда | Красная звезда | Красная звезда  | Красная звезда | Armenia RBT Top-10 | Tajikistan RBT Top-10 | Uzbekistan RBT Top-10 | Russia RBT Top-10 |
| Год  | Название                                          | General Airplay | Russia Airplay | Moscow Airplay | Ukraine Airplay | Kiev Airplay | Latvian Airplay Top-50 | Audience Choice Chart | Видеочарт      | Чарт продаж    | Народный чарт  | Экспертный чарт | Сводный чарт   | Armenia RBT Top-10 | Tajikistan RBT Top-10 | Uzbekistan RBT Top-10 | Russia RBT Top-10 |
| ---- | ------------------------------------------------- | --------------- | -------------- | -------------- | --------------- | ------------ | ---------------------- | --------------------- | -------------- | -------------- | -------------- | --------------- | -------------- | ------------------ | --------------------- | --------------------- | ----------------- |
| 2003 | «Сантиметры дыхания»                              | 34              | —              | —              | —               | —            | —                      | —                     | —              | —              | —              | —               | —              | —                  | —                     | —                     | —                 |
| 2004 | «Нежность»                                        | 81              | 302            | —              | 189             | 253          | —                      | —                     | —              | —              | —              | —               | —              | —                  | —                     | —                     | —                 |
| 2004 | «Лолита»                                          | 221             | —              | —              | —               | —            | —                      | —                     | —              | —              | —              | —               | —              | —                  | —                     | —                     | —                 |
| 2005 | «Сон»                                             | 112             | —              | —              | —               | 496          | —                      | —                     | —              | —              | —              | —               | —              | —                  | —                     | —                     | —                 |
| 2005 | «Сантиметры дыхания» (Remix)                      | 202             | —              | —              | —               | —            | —                      | —                     | —              | —              | —              | —               | —              | —                  | —                     | —                     | —                 |
| 2007 | «Наше лето» (feat. Баста)                         | 83              | —              | —              | 29              | 142          | 5                      | 9                     | —              | —              | —              | —               | —              | —                  | —                     | —                     | —                 |
| 2007 | «Чужой»                                           | —               | —              | —              | —               | —            | —                      | —                     | —              | —              | —              | —               | —              | 3                  | 2                     | 6                     | —                 |
| 2009 | «Небо, засыпай» (feat. Лигалайз)                  | 99              | —              | 128            | —               | 139          | —                      | 23                    | —              | —              | 63             | 15              | 97             | —                  | —                     | —                     | —                 |
| 2009 | «Любовь — это яд»                                 | —               | —              | —              | —               | —            | —                      | —                     | 32             | 67             | 88             | 15              | —              | —                  | —                     | —                     | —                 |
| 2009 | «Одиночка»                                        | —               | —              | —              | —               | —            | —                      | —                     | —              | —              | —              | —               | —              | —                  | —                     | —                     | 2                 |
| 2010 | «Весна» (DJ Vengerov remix)                       | —               | —              | —              | —               | —            | —                      | —                     | 48             | —              | 99             | 9               | 95             | —                  | —                     | —                     | —                 |
| 2010 | «Мой ответ — Да!»                                 | —               | —              | —              | —               | —            | —                      | —                     | —              | 87             | 71             | 10              | —              | —                  | —                     | —                     | —                 |
| 2010 | «Дождь» (DJ Fisun & i-DEA Remix)                  | —               | —              | —              | —               | —            | —                      | —                     | —              | 28             | 98             | —               | 94             | —                  | —                     | —                     | —                 |
| 2011 | «Как летать» (DJ Shevtsov & Alex Menco Radio Mix) | —               | —              | —              | —               | —            | —                      | —                     | —              | 92             | —              | —               | —              | —                  | —                     | —                     | —                 |
| 2013 | «Ты говоришь»                                     | —               | —              | —              | —               | —            | —                      | —                     | —              | 13             | 49             | —               | 78             | —                  | —                     | —                     | —                 |
| 2015 | «Дождь» (feat. Джиган)                            | 133             | 323            | —              | —               | —            | —                      | 63                    | —              | —              | —              | —               | —              | —                  | —                     | —                     | —                 |

«—» песня отсутствовала в чарте

## Фильмография

### Дубляж
| Год  |   | Русское название | Оригинальное название | Роль                         |
| ---- | - | ---------------- | --------------------- | ---------------------------- |
| 2007 | ф | Зачарованная     | Enchanted             | Принцесса Жизель (Эми Адамс) |

## Награды и звания

### Почётные звания
- Заслуженная артистка Карачаево-Черкесской Республики (22 сентября 2013) — за заслуги в области культуры и высокое исполнительское мастерство[324][325].
- Заслуженная артистка Республики Татарстан (ноябрь 2016)[326].

### Музыкальные премии
МакSим получила более десятка статуэток «Золотой граммофон». Три первых её альбома становились золотыми, платиновыми или бриллиантовыми по версии Национального фонда производителей фонограмм. Кроме того, певица неоднократно побеждала на таких музыкальных премиях, как «Премия Муз-ТВ», MTV Russia Music Awards, «Премия Рекордъ», Love Radio Awards, «Реальная премия MusicBox», а также на фестивале «Песня года».